# Rouille (sås)

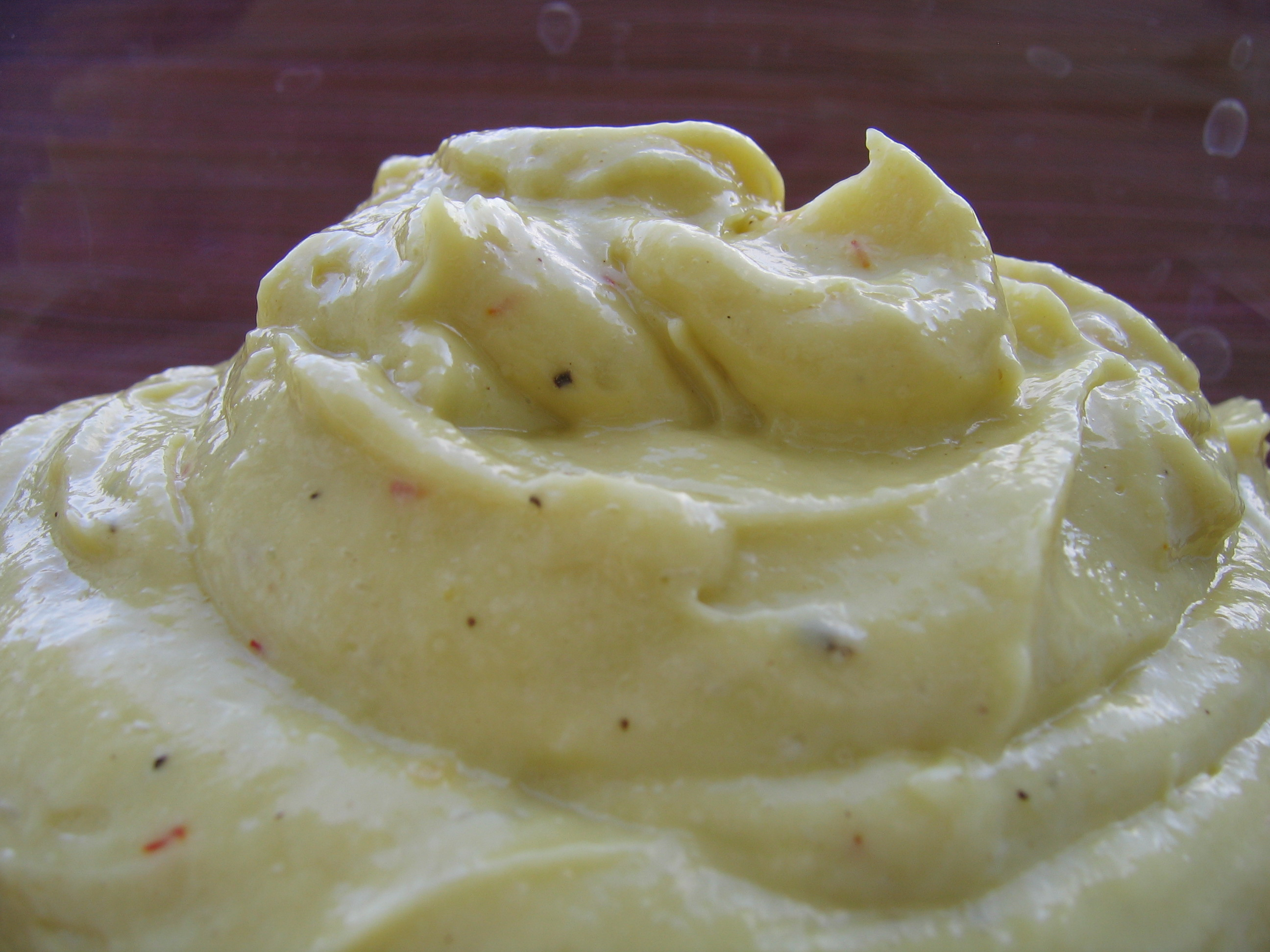
Rouille

Rouille (franska för rost) är en krämig sås, ursprungligen från södra Frankrike. Såsen består till exempel av torrt bröd, saffran, olivolja, vitlök och chili. Rouille serveras till olika fiskrätter till exempel bouillabaisse.